# Malvina Pereira
Malvina Pereira   (Florianópolis, 1883 - segle XX) va ser una soprano brasilera. Es diu que va ser la primera cantant d'òpera brasilera que va tenir una carrera internacional.

## Biografia
Malvina Pereira va néixer a Florianópolis el 1883 i probablement va estudiar cant a Itàlia amb el mestre Bellucci. Va debutar probablement el 1901, al Teatro Odeon de Mendoza, Argentina, i va continuar actuant en diversos petits teatres d'òpera de l'Amèrica Llatina fins al 1910.
El seu debut italià va tenir lloc el 1911 al Teatro Morlacchi de Perugia, on va interpretar el paper de Violetta de La traviata de Giuseppe Verdi . A partir d'aquell moment, la carrera de Pereira es va centrar gairebé completament a Itàlia, on va tenir un èxit enorme en petits teatres provincials, però gairebé mai va aparèixer en cap escenari important. Aquell mateix any va cantar el paper de Gilda de Rigoletto al Teatro Dal Verme de Milà.
El 1914 va cantar Lucia di Lammermoor de Gaetano Donizetti al Teatro Verdi de Milà, paper que també va cantar el 1917, al Teatro Carcano de Milà. Va aparèixer al Teatro Bellini de Nàpols com a Mimì a La bohème de Giacomo Puccini i Elvira a I puritani de Vincenzo Bellini, i al Teatro Filarmonico de Verona (com a Violetta de La traviata).
A més de per Itàlia, Pereira va fer gires per Espanya, on el 1914 va cantar Rosina d'Il barbiere di Siviglia de Gioacchino Rossini, Violetta de La traviata i Gilda de Rigoletto de Verdi al Teatro Arriaga de Bilbao, i pels Estats Units d'Amèrica, on va actuar al Teatre Tivoli de San Francisco com a membre de la Lambardi Pacific Coast Company. Pel que sembla, Pereira va deixar els escenaris el 1920 i posteriorment va caure en l'oblit.

## Discografia
Pereira tenia una veu de soprano de coloratura amb un timbre preciós i una tècnica perfecta, tal com La Prensa va escriure sobre ella el 1912: «Ningú pot resistir-se a la fascinació de la veu de Mme. Pereira després d'uns minuts cantant. El que guanya el públic per sobre de tot és la dolçor i la qualitat simpàtica de la seva veu i la perfecció del seu fraseig».
Això probablement explica el fet que Pereira fes força enregistraments per a His Master's Voice, Odeon Records i Victor Talking Machine Company, entre els quals hi ha diversos duets de La traviata i Il Guarany de Carlos Gomes amb el famós tenor Giovanni Zenatello. A més, Pereira va participar en un dels primers enregistraments complets d' Il barbiere di Siviglia de Gioacchino Rossini amb Ernesto Badini i Edoardo Taliani com a companys, realitzat per His Master's Voice el 1919 a Milà amb l'orquestra i el cor de La Scala sota la direcció de Carlo Sabajno, on Malvina va cantar el paper de Rosina.
| Títol                                        | Rol      | Repartiment | Empresa            | Referència |
| -------------------------------------------- | -------- | --- | ------------------ | --- |
| Lucia di Lammermoor : Splendon le sacri faci | Lucia    | - | His Master's Voice | 053314 |
| Rigoletto: È il sol dell'anima               | Gilda    | Franco de Gregorio (Il Duca) | His Master's Voice | 54481 |
| Rigoletto: Eh! Non parlare al miser          | Gilda    | Giuseppe Maggi (Rigoletto) | His Master's Voice | 54482 |
| Lucia di Lammermoor: Soffriva nel pianto     | Lucia    | Giuseppe Maggi (Enric) | His Master's Voice | 054422 |
| Rigoletto: Bella figlia dell'amore           | Gilda    | Franco de Gregorio (Il Duca), Ida Zizolfi (Maddalena), Giuseppe Maggi (Rigoletto) | His Master's Voice | 054439 |
| Lucia di Lammermoor: Verranno a te sull'aura | Lucia    | Salvatore Salvati (Edgardo) | His Master's Voice | 054440 |
| Lucia di Lammermoor: Maledizione             | Lucia    | Franco de Gregorio (Edgardo), Giuseppe Maggi (Enrico), Vincenzo Bettoni (Raimondo) | His Master's Voice | 054442 |
| Il Guarany : Perchè di meste lagrime         | Cecilia  | Giovanni Zenatello (Dom Antonio) | Odeon Records      | 40108 |
| La traviata: Pariogi, o cara                 | Violetta | Giovanni Zenatello (Alfredo) | Odeon Records      | 40122 |
| Il Guarany: Gent de cor                      | Cecilia  | - | Odeon Records      | 40777 |
| Salvator Rosa: Mia Piccirella                | -        | - | Odeon Records      | 40778 |
| Il Guarany: Sento una forza indomita         | Cecilia  | Giovanni Zenatello (Dom Antonio) | Odeon Records      | 70007 |
| Il barbiere di Siviglia (edició completa)    | Rosina   | Ernesto Badini (Figaro), Edoardo Taliani (Il Conte Almaviva), Abele Carnevali (Dottor Bartolo), Umberto di Lelio (Don Basilio), Agnese Mometti (Berta), Francesco Festa (Fiorello/Un Ufficiale) | His Master's Voice | S 5110, S 5112, S 5114, S 5116, S 5118, S 5120, S 5122, S 5124, S 5126, S 5128, S 5130, S 5132, S 5134, S 5136, S 5138 {15x12 polzades-78s}, R 5115, R 5125 |